# Пекурець
Пекурець, Пекуреці (рум. Păcureți) — село у повіті Прахова в Румунії. Входить до складу комуни Пекурець.
Село розташоване на відстані 78 км на північ від Бухареста, 23 км на північ від Плоєшті, 70 км на південний схід від Брашова.

## Населення
За даними перепису населення 2002 року у селі проживали 366 осіб, усі — румуни. Усі жителі села рідною мовою назвали румунську.

## Промисловість
У XIX ст. основний район румунського нафтовидобутку зосередився в Пекуреці, де в 30-х роках XIX ст. щорічно видобували до 225 т мазуту (кожен колодязь давав щодоби від 15 до 80 кг сировини). 